# 纽约省
纽约省（英語：Province of New York）是一个英格兰（后为大不列颠）在北美的直辖殖民地，包括美国现在的纽约州、新泽西州、特拉华州和佛蒙特州，以及康涅狄格州、马萨诸塞州和缅因州的一部分和东宾夕法尼亚州。这一片土地的大部分很快就由国王重新分封，只留下了哈德逊河和莫华克河河谷部分以及佛蒙特地区。纽约省西部实际是北美原住民易洛魁联盟的属地，另外也与新法兰西以及宾夕法尼亚省存在领土争议。东部的佛蒙特地区则与新罕布什尔省有辖区纠纷。
纽约省是在1664年，由荷兰共和国控制的新尼德兰向英格兰王国投降而交出的。该片地区随即以国王查理二世其弟，约克公爵詹姆斯二世的头衔命名为“新约克”（音译为“纽约”）。行政上属于十三殖民地的中部，为第一个由英王直辖的殖民地。
纽约省议会及当地代表在1775年5月22日宣布自组政府，首先在1776年改称纽约州，随后在1777年通过了纽约州宪法。当大不列颠王国在美国革命中重获纽约市时，将其作为了北美行动的军事和政治基地。一位英国总督也实际在任，与此同时其余前殖民地均已由“爱国者”所控制。英国至1783年巴黎条约签署后，正式放弃对纽约地区的所有。